# Longxing
Il Longxing è una competizione goistica cinese. È l'equivalente cinese del Ryusei giapponese.
Il torneo è iniziato nel 2009 ed è sponsorizzato dalla Japan SCJ. 

## Albo d'oro
| Edizione | Anno | Vincitore    | Punteggio | Secondo classificato |
| -------- | ---- | ------------ | --------- | -------------------- |
| 1        | 2008 | Gu Li        | 1-0       | Kong Jie             |
| 2        | 2010 | Gu Lingyi    | 2-1       | Wang Xi              |
| 3        | 2011 | Li Zhe       | 2-0       | Wang Haoyang         |
| 4        | 2012 | Mao Ruilong  | 2-0       | Tuo Jiaxi            |
| 5        | 2014 | Gu Li        | 2-1       | Li Zhe               |
| 6        | 2015 | Tuo Jiaxi    | 2-1       | Tan Xiao             |
| 7        | 2016 | Mi Yuting    | 2-0       | Chen Yaoye           |
| 8        | 2017 | Ke Jie       | 2-0       | Li Qincheng          |
| 9        | 2018 | Ke Jie       | 2-1       | Lian Xiao            |
| 10       | 2019 | Jiang Weijie | 2-1       | Xu Jiayang           |
| 11       | 2020 | Ke Jie       | 2-1       | Lian Xiao            |